# Jay Jay French
John French (20 de julio de 1952) conocido bajo el seudónimo de Jay Jay French o J.J. French, es miembro fundador y uno de los dos guitarristas de la banda americana de glam metal Twisted Sister.
Utilizó brevemente el sobrenombre de Johnny Heartbreaker en los primeros años de su carrera. Es dueño de la agencia French Management y Rebellion Entertainment junto a su socio de negocios Sean Sullivan. Tiene una hija llamada Samantha, y un hermano 9 años y medio mayor que él, Jeff French, que le dio sus primeras lecciones de guitarra. John y Samantha actualmente viven juntos en la ciudad de Nueva York. Se divorció de su anterior esposa, Janice Brock, en 2002.

## Discografía

### Twisted Sister
- Under the Blade (1982)
- You Can't Stop Rock 'n' Roll (1983)
- Stay Hungry (1984)
- Come Out and Play (1985)
- Love Is for Suckers (1987)
- Still Hungry (2004)
- A Twisted Christmas (2006)